# Камер-музыкант

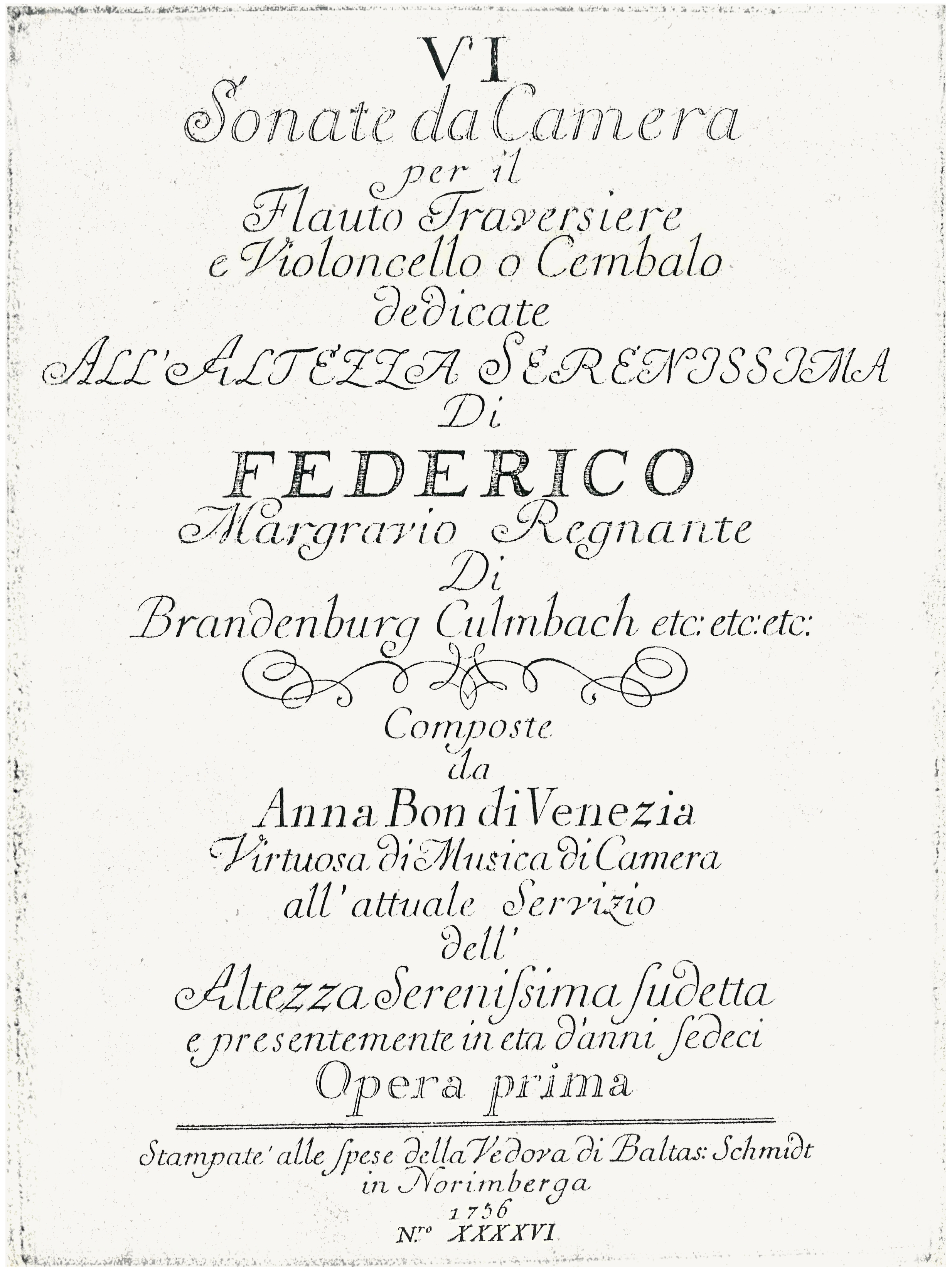

Камер-музыкант, Камермузыкант — придворный, дворцовый музыкант, композитор или исполнитель-солист, ведавший исполнением музыки в княжеских, герцогских, королевских или императорских палатах или принимавший в них участие. 
В большинстве государств и стран Западной Европы должность камер-музыканта существовала в XVII — XVIII веках, при дворах правителей. В Германских и Австрийских государствах (землях) звание камер-музыканта (Kammermusiker) в качестве почётного звания сохранилось и в XX веке, и оно присваивается государством (землёй) или городом. 

## Камер-музыканты в России
Должность петровского времени. Низший придворный чин, соответствовавший XIV классу «Табели о рангах». В России звание камер-музыканта присваивалось в XVIII столетии по 1917 год. Впервые в законодательстве упоминается в придворном штате, от 30 декабря 1796 года. Должности придворных музыкантов ликвидированы в ходе Февральского переворота (революции) 1917 года.
В России должности камер-музыкантов существовали в Придворном оркестре в Санкт-Петербурге. В 1790-е годы Придворный оркестр включал в себя два коллектива. «В первый набирались музыканты-иностранцы, исключительно по их персональной одаренности»; каждый из них имел статус камер-музыканта, навыки виртуоза и мог предъявить себя в ансамблевом музицировании. Второй, бальный оркестр, несмотря на численное превосходство, состоял в большинстве случаев из русских музыкантов. 
Интересна биография Василия Алексеевича Пашкевича. Он проходит все стадии музыкальной карьеры при российской дворе. 23 августа 1783 года из второго «бального» оркестра его переводят в первый и присваивают звание «камер-музыкант», а в 1789 году он возвращается во второй оркестр, но уже как руководитель — «концертмейстер бальной музыки» с чином коллежского асессора (из всех композиторов, служивших при русском дворе, только итальянцу Сарти был пожалован такой же чин). 
Камер-музыканты обучали детей игре на музыкальных инструментах в Санкт-Петербурге.
В Санкт-Петербургском воспитательном доме в 80-е — 90-е годы XVIII столетия 10 мальчиков обучались игре на скрипке у камер-музыканта Шкнати.